# رئيس مجلس وزراء الاتحاد السوفيتي
رئيس مجلس وزراء الاتحاد السوفيتي، كان منصب رئيس حكومة الاتحاد السوفييتي أثناء وجود مجلس وزراء الاتحاد السوفييتي من عام 1946م إلى عام 1991م.

## القوى
كان تعيين رئيس مجلس وزراء الاتحاد السوفيتي يجري عبر مجلس السوفيت الأعلى للاتحاد السوفيتي. وشملت صلاحيات رئيس مجلس وزراء الاتحاد السوفيتي ما يلي: 
- إدارة أنشطة حكومة الاتحاد السوفييتي؛
- اختيار المرشحين لأعضاء الحكومة للموافقة عليهم من قبل المجلس الأعلى للاتحاد السوفيتي ؛
- تقديم المقترحات إلى المجلس الأعلى للاتحاد السوفيتي بشأن تعيين وإقالة أعضاء الحكومة (بموافقة المجلس الأعلى للاتحاد السوفييتي أو هيئة رئاسة المجلس الأعلى للاتحاد السوفييتي)؛
- تنظيم أعمال مجلس الوزراء وهيئة رئاسته وإدارة اجتماعاته؛
- تنسيق أنشطة نوابهم؛
- ضمان روح الزمالة في عمل الحكومة؛
- تمثيل الاتحاد السوفييتي في العلاقات الدولية؛
- اتخاذ القرارات في القضايا العاجلة بشأن بعض قضايا الإدارة العامة.

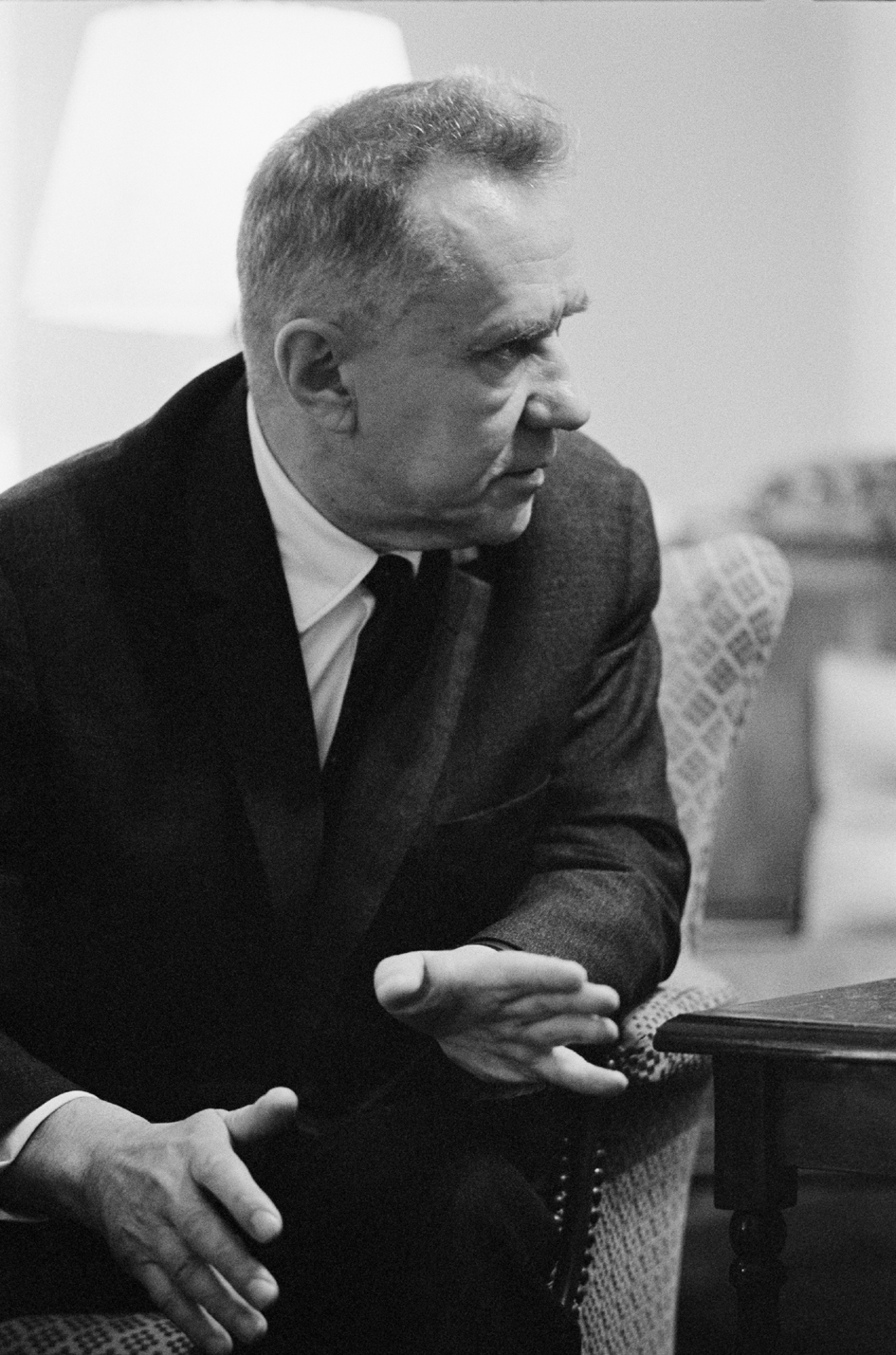
كان أليكسي كوسيجين عضوًا في حكومة الاتحاد السوفييتي لأكثر من 40 عامًا (من عام 1939م إلى عام 1980م)، منها 16 عامًا شغل فيها منصب رئيس مجلس الوزراء.

في 14 أكتوبر 1964م، أقرت الجلسة الكاملة للجنة المركزية للحزب الشيوعي للاتحاد السوفييتي، التي أعفت نيكيتا خروشوف من مهامه كأمين أول للجنة المركزية للحزب الشيوعي للاتحاد السوفييتي ورئيس مجلس وزراء الاتحاد السوفييتي، بأنه من غير المناسب الجمع بين أعلى منصب في الحزب ومنصب رئيس الحكومة.
على الرغم من صلاحياته الواسعة، كانت السلطة الشخصية لرئيس مجلس وزراء الاتحاد السوفيتي محدودة بشكل كبير. على سبيل المثال، لم يكن لرئيس مجلس الوزراء الحق في تعيين وفصل أعضاء حكومة الاتحاد السوفيتي بشكل مستقل - بمن فيهم الوزراء ورؤساء لجان الدولة - وغيرهم من أعضاء الحكومة؛ كان هذا الحق ملكًا لمجلس السوفييت الأعلى للاتحاد السوفيتي (وفي الفترة بين دوراته - لهيئة رئاسة مجلس السوفييت الأعلى ). كان تعيين نواب وزراء الاتحاد السوفيتي ونواب رؤساء لجان الدولة في الاتحاد السوفيتي وأعضاء مجالس الوزارات ولجان الدولة ، بالإضافة إلى قضايا السياسة الاقتصادية للبلاد وتنفيذها من قِبل هيئات الحكومة المركزية، موضوعًا للنظر الجماعي من قبل أعضاء الحكومة. وينطبق الشيء نفسه على القرارات المتعلقة بإنشاء وإعادة تنظيم وإلغاء موظفي وأنشطة الهيئات التابعة لمجلس وزراء الاتحاد السوفيتي، بما في ذلك الهيئات التي تم إنشاؤها للتحقق بشكل منهجي من تنفيذ قرارات الحكومة. لم يتم اتخاذ هذه القرارات من قبل رئيس الحكومة وحده، ولكن بأغلبية أصوات أعضاء مجلس الوزراء أو هيئته الرئاسية.  إن التأثير المحدود الذي يمكن لرئيس الحكومة السوفييتية أن يمارسه شخصيًا على أنشطة أعضاء الحكومة والهيئات الحكومية يتضح من كلمات أليكسي كوسيجين ، رئيس مجلس وزراء الاتحاد السوفييتي، أحد المبادرين بالإصلاح الاقتصادي عام 1965م ، والذي قال في مقابلة مع رئيس حكومة تشيكوسلوفاكيا، لوبومير ستروغال في عام 1971م:

## قائمة (مع النواب)
فيما يلي قوائم بأسماء رؤساء مجلس وزراء الاتحاد السوفيتي ، ونوابهم الأوائل، ونواب رئيس مجلس وزراء الاتحاد السوفيتي. قائمة رؤساء مجلس وزراء الاتحاد السوفيتي مُرتبة ترتيبًا زمنيًا. كما تُعرض قوائم أبجدية بأسماء النواب الأوائل ونواب كل رئيس. تواريخ تولي المنصب مُبينة بين قوسين.
| حكومة ستالين (1946-1953) | حكومة ستالين (1946-1953)                  | حكومة ستالين (1946-1953) |
| رقم.                     | رئيس مجلس الوزراء                         | النائب الأول للرئيس |
| ------------------------ | ----------------------------------------- | --- |
| 1                        | جوزيف ستالين (19 مارس 1946 – 5 مارس 1953) | - نيكولاي بولجانين (7 أبريل 1950 - 8 فبراير 1955) - فياتشيسلاف مولوتوف (19 مارس 1946 – 29 يونيو 1957) |
| 1                        | جوزيف ستالين (19 مارس 1946 – 5 مارس 1953) | نواب الرئيس |
| 1                        | جوزيف ستالين (19 مارس 1946 – 5 مارس 1953) | - أندريه أندرييف (19 مارس 1946 – 2 مارس 1953) - لافرينتي بيريا (19 مارس 1946 – 5 مارس 1953) - نيكولاي بولجانين (5 مارس 1947 - 7 أبريل 1950) - نيكولاي فوزنيسينسكي (19 مارس 1946 - 7 مارس 1949) - كليمنت فوروشيلوف (19 مارس 1946 – 15 مارس 1953) - ألكسندر إفريموف (8 مارس 1949 - 23 نوفمبر 1951) - لازار كاجانوفيتش (19 مارس 1946 – 6 مارس 1947، 18 ديسمبر 1947 – 5 مارس 1953) - أليكسي كوسيجين (19 مارس 1946 – 15 مارس 1953) - أليكسي كروتيكوف (13 يوليو 1948 – 8 فبراير 1949) - جورجي مالينكوف (2 أغسطس 1946 - 5 مارس 1953) - فياتشيسلاف ماليشيف (19 ديسمبر 1947 – 15 مارس 1953) - أناستاس ميكويان (19 مارس 1946 - 15 مارس 1953) - بانتيليمون بونومارينكو (12 ديسمبر 1952 – 15 مارس 1953) - مكسيم سابوروف (8 فبراير 1947 – 5 مارس 1953) - إيفان تيفوسيان (13 يونيو 1949 – 15 مارس 1953) |

| حكومة مالينكوف (1953-1955) | حكومة مالينكوف (1953-1955)                   | حكومة مالينكوف (1953-1955) |
| رقم.                       | رئيس                                         | نواب الرئيس الأوائل |
| -------------------------- | -------------------------------------------- | --- |
| 2                          | جورجي مالينكوف (5 مارس 1953 - 8 فبراير 1955) | - لافرينتي بيريا (5 مارس 1953 – 26 يونيو 1953) - نيكولاي بولجانين (7 أبريل 1950 - 8 فبراير 1955) - لازار كاجانوفيتش (5 مارس 1953 – 29 يونيو 1957) - فياتشيسلاف مولوتوف (19 مارس 1946 – 29 يونيو 1957) |
| 2                          | جورجي مالينكوف (5 مارس 1953 - 8 فبراير 1955) | نواب الرئيس |
| 2                          | جورجي مالينكوف (5 مارس 1953 - 8 فبراير 1955) | - أندري أندرييف (19 مارس 1946 – 15 مارس 1953) - كليمنت فوروشيلوف (19 مارس 1946 – 15 مارس 1953) - أليكسي كوسيجين (19 مارس 1946 - 15 مارس 1953، 7 ديسمبر 1953 - 25 ديسمبر 1956) - فياتشيسلاف ماليشيف (19 ديسمبر 1947 - 15 مارس 1953، 7 ديسمبر 1953 - 25 ديسمبر 1956) - أناستاس ميكويان (19 مارس 1946 – 28 فبراير 1946) 1955) - ميخائيل بيرفوخين (17 يناير 1950 – 15 مارس 1953، 7 ديسمبر 1953 – 28 فبراير 1955) - بانتيليمون بونومارينكو (12 ديسمبر 1952 – 15 مارس 1953) - مكسيم سابوروف (7 ديسمبر 1953 – 28 فبراير 1955) - إيفان تيفوسيان (13 يونيو 1949 – 15 مارس 1953، 7 ديسمبر 1953 – 28 ديسمبر 1956) |

| حكومة بولغانين (1955-1958) | حكومة بولغانين (1955-1958)                      | حكومة بولغانين (1955-1958) |
| رقم.                       | رئيس                                            | نواب الرئيس الأوائل |
| -------------------------- | ----------------------------------------------- | --- |
| 3                          | نيكولاي بولجانين (8 فبراير 1955 - 27 مارس 1958) | - لازار كاجانوفيتش (5 مارس 1953 – 29 يونيو 1957) - جوزيف كوزمين (3 مايو 1957 – 31 مارس 1958) - أناستاس ميكويان (28 فبراير 1955 – 15 يوليو، 1964) - فياتشيسلاف مولوتوف (19 مارس 1946 – 29 يونيو 1957) - ميخائيل بيرفوخين (28 فبراير 1955 – 5 يوليو 1957) - مكسيم سابوروف (28 فبراير 1955 – 5 يوليو 1957) |
| 3                          | نيكولاي بولجانين (8 فبراير 1955 - 27 مارس 1958) | نواب الرئيس |
| 3                          | نيكولاي بولجانين (8 فبراير 1955 - 27 مارس 1958) | - أفرامي زافينياجين (28 فبراير 1955 – 31 ديسمبر 1956) - أليكسي كوسيجين (7 ديسمبر 1953 - 25 ديسمبر 1956، 5 يوليو 1957 - 4 مايو 1960) - فلاديمير كوشيرينكو (28 فبراير 1955 – 25 ديسمبر 1956) - بافيل لوبانوف (28 فبراير 1955 – 9 أبريل 1956) - فياتشيسلاف ماليشيف (7 ديسمبر 1953 – 25 ديسمبر 1956) - فلاديمير ماتسكيفيتش (9 أبريل 1956 – 25 ديسمبر 1956) - أناستاس ميكويان (27 أبريل 1954 – 28 فبراير 1955) - ميخائيل بيرفوخين (7 ديسمبر 1953 – 28 فبراير 1955) - إيفان تيفوسيان (7 ديسمبر 1953 – 28 ديسمبر 1956) - ديمتري أوستينوف (14 ديسمبر 1957 – 13 مارس 1963) - ميخائيل خرونيتشيف (28 فبراير 1955 – 25 ديسمبر 1956) |

| حكومة خروشوف (1958-1964) | حكومة خروشوف (1958-1964)                        | حكومة خروشوف (1958-1964) |
| رقم.                     | رئيس                                            | نواب الرئيس الأوائل |
| ------------------------ | ----------------------------------------------- | --- |
| 4                        | نيكيتا خروتشوف (٢٧ مارس 1958 –١٥ أكتوبر , 1964) | - فرول كوزلوف (31 مارس 1958 - 4 مايو 1960) - أليكسي كوسيجين (4 مايو 1960 - 15 أكتوبر 1964) - جوزيف كوزمين (3 مايو 1957 - 31 مارس 1958) - أناستاس ميكويان (28 فبراير 1955 - 15 يوليو 1964) - ديمتري أوستينوف (13 مارس 1963 - 26 مارس 1965) |
| 4                        | نيكيتا خروتشوف (٢٧ مارس 1958 –١٥ أكتوبر , 1964) | نواب الرئيس |
| 4                        | نيكيتا خروتشوف (٢٧ مارس 1958 –١٥ أكتوبر , 1964) | - فينيامين ديمشيتس (17 يوليو 1962 – 20 ديسمبر 1985) - ألكسندر زاسيادكو (31 مارس 1958 - 9 نوفمبر 1962) - نيكولاي إجناتوف (4 مايو 1960 - 26 ديسمبر 1962) - أليكسي كوسيجين (5 يوليو 1957 - 4 مايو 1960) - جوزيف كوزمين (31 مارس 1958 - 20 مارس 1959) - ميخائيل ليستشكو (24 نوفمبر 1962 – 24 أكتوبر 1980) - بيتر لوماكو (10 نوفمبر 1962 - 2 أكتوبر 1965) - فلاديمير نوفيكوف (4 مايو 1960 - 24 نوفمبر 1962) - إغناتي نوفيكوف (4 مايو 1960 – 20 يوليو 1983) - ديمتري بوليانسكي (23 نوفمبر 1962 – 2 أكتوبر 1965) - كونستانتين رودنيف (10 يونيو 1961 – 2 أكتوبر 1965) - ليونيد سميرنوف (13 مارس 1963 - 15 نوفمبر 1985) - ديمتري أوستينوف (14 ديسمبر 1957 - 13 مارس 1963) - ألكسندر شيليبين (23 نوفمبر 1962 - 9 ديسمبر 1965) |

| حكومة كوسيجين (1964-1980) | حكومة كوسيجين (1964-1980)                        | حكومة كوسيجين (1964-1980) |
| رقم.                      | رئيس                                             | نواب الرئيس الأوائل |
| ------------------------- | ------------------------------------------------ | --- |
| 5                         | أليكسي كوسيجين (15 أكتوبر 1964 - 23 أكتوبر 1980) | - كيريل مازوروف (26 مارس 1965 – 28 نوفمبر 1978) - ديمتري بوليانسكي (2 أكتوبر 1965 – 2 فبراير 1973) - نيكولاي تيخونوف (2 سبتمبر 1976 – 23 أكتوبر 1980) - ديمتري أوستينوف (13 مارس 1963 – مارس 1963). ٢٦، ١٩٦٥) |
| 5                         | أليكسي كوسيجين (15 أكتوبر 1964 - 23 أكتوبر 1980) | * إيفان أرخيبوف (21 مارس 1974 – 27 أكتوبر 1980) - نيكولاي بايباكوف (2 أكتوبر 1965 – 14 أكتوبر 1985) - فينيامين ديمشيتس (17 يوليو 1962 – 20 ديسمبر 1985) - ميخائيل إفريموف (13 نوفمبر 1965 – 29 أكتوبر 1971) - كونستانتين كاتوشيف (16 مارس 1977 – 29 يوليو 1982) - فلاديمير كيريلين (2 أكتوبر 1965 – 22 يناير 1980) - تيخون كيسيليف (5 ديسمبر 1978 - 23 أكتوبر 1980) - ميخائيل ليستشكو (24 نوفمبر 1962 – 24 أكتوبر 1980) - بيتر لوماكو (10 نوفمبر 1962 – 2 أكتوبر 1965) - نيكولاي مارتينوف (25 يونيو 1976 – 15 نوفمبر 1985) - غوري مارشوك (28 يناير 1980 – 28 أكتوبر 1986) - فلاديمير نوفيكوف (26 مارس 1965 - 19 ديسمبر 1965) 1980) - إغناتي نوفيكوف (24 نوفمبر 1962 – 20 يوليو 1983) - ضياء نورييف (3 أبريل 1973 – 1 نوفمبر 1985) - ديمتري بوليانسكي (23 نوفمبر 1962 – 2 أكتوبر 1965) - كونستانتين رودنيف (10 يونيو 1961 – 2 أكتوبر 1965) - ليونيد سميرنوف (13 مارس 1963 – 15 نوفمبر 1985) - نيكولاي تيخونوف (2 أكتوبر 1965 – 2 سبتمبر 1976) - ألكسندر شيليبين (٢٣ نوفمبر ١٩٦٢ - ٩ ديسمبر ١٩٦٥) - بيتر شيلست (١٩ مايو ١٩٧٢ - ٧ مايو ١٩٧٣) |

| حكومة تيخونوف (١٩٨٠-١٩٨٥) | حكومة تيخونوف (١٩٨٠-١٩٨٥)                         | حكومة تيخونوف (١٩٨٠-١٩٨٥) |
| رقم.                      | رئيس                                              | نواب الرئيس الأوائل |
| ------------------------- | ------------------------------------------------- | --- |
| 6                         | نيكولاي تيخونوف (23 أكتوبر 1980 - 27 سبتمبر 1985) | - حيدر علييف (24 نوفمبر 1982 – 23 أكتوبر 1987) - إيفان أرخيبوف (27 أكتوبر 1980 – 4 أكتوبر 1986) - أندري غروميكو (24 مارس 1983 - 2 يوليو 1985) |
| 6                         | نيكولاي تيخونوف (23 أكتوبر 1980 - 27 سبتمبر 1985) | نواب الرئيس |
| 6                         | نيكولاي تيخونوف (23 أكتوبر 1980 - 27 سبتمبر 1985) | - أليكسي أنتونوف (19 ديسمبر 1980 – 1 أكتوبر 1988) - إيفان أرخيبوف (21 مارس 1974 – 27 أكتوبر 1980) - نيكولاي بايباكوف (2 أكتوبر 1965 – 14 أكتوبر 1985) - إيفان بودول (19 ديسمبر 1980 – 30 مايو 1985) - فينيامين ديمشيتس (17 يوليو 1962 – 20 ديسمبر 1985) - ليونيد كوستاندوف (4 نوفمبر 1980 – 5 سبتمبر 1984) - فالنتين ميكيف (23 أكتوبر 1980 – 20 يناير 1980). 1983) - نيكولاي مارتينوف (25 يونيو 1976 – 15 نوفمبر 1985) - غوري مارشوك (28 يناير 1980 – 28 أكتوبر 1986) - فلاديمير نوفيكوف (26 مارس 1965 - 19 ديسمبر 1980) - إغناتي نوفيكوف (24 نوفمبر 1962 – 20 يوليو 1983) - ضياء نورييف (3 أبريل 1973 – 1 نوفمبر 1985) - كونستانتين كاتوشيف (16 مارس 1977 – 29 يوليو 1982) - ياكوف ريابوف (27 سبتمبر 1984 – 19 يونيو 1986) - ليونيد سميرنوف (13 مارس 1963 – 15 نوفمبر 1985) - نيكولاي تاليزين (24 أكتوبر 1980 – 14 أكتوبر 1985) - بوريس شربينا (13 يناير 1984 – 7 يونيو 1989) |

| حكومة ريجكوف (1985-1990) | حكومة ريجكوف (1985-1990)                        | حكومة ريجكوف (1985-1990) |
| رقم.                     | رئيس                                            | نواب الرئيس الأوائل |
| ------------------------ | ----------------------------------------------- | --- |
| 7                        | نيكولاي ريجكوف (27 سبتمبر 1985 - 14 يناير 1991) | - حيدر علييف (24 نوفمبر 1982 – 23 أكتوبر 1987) - إيفان أرخيبوف (أكتوبر 27 (1980-4 أكتوبر 1986) - ليف فورونين (15 نوفمبر 1985 - 7 يونيو 1989، 17 يوليو 1989 - 14 يناير 1991) - فيتالي دوجوزييف (17 يوليو 1989 – 14 يناير 1991) - يوري ماسليوكوف (5 فبراير 1988 – 14 يناير 1991) - فسيفولود موراخوفسكي (1 نوفمبر 1985 – 7 يونيو 1989) - فلاديلين نيكيتين (27 يوليو 1989 – 30 أغسطس 1990) - نيكولاي تاليزين (١٤ أكتوبر ١٩٨٥ - ١ أكتوبر ١٩٨٨) |
| 7                        | نيكولاي ريجكوف (27 سبتمبر 1985 - 14 يناير 1991) | * ليونيد أبالكين (17 يوليو 1989 – 14 يناير 1991) - أليكسي أنتونوف (19 ديسمبر 1980 – 1 أكتوبر 1988) - نيكولاي بايباكوف (2 أكتوبر 1965 – 14 أكتوبر 1985) - يوري باتالين (20 ديسمبر 1985 – 7 يونيو 1989) - إيجور بيلوسوف (12 فبراير 1988 – 14 يناير 1991) - ألكسندرا بيريوكوفا (1 أكتوبر 1988 - 17 سبتمبر 1990) - جينادي فيديرنيكوف (19 يونيو). 1986 – 7 يونيو 1989) - فلاديمير جوسيف (19 يونيو 1986 – 26 ديسمبر 1990) - فينيامين ديمشيتس (17 يوليو 1962 – 20 ديسمبر 1985) - فلاديمير كامينتسيف (1 سبتمبر 1986 – 7 يونيو 1989) - نيكولاي لافروف (17 يوليو 1989 – 26 ديسمبر 1990) - نيكولاي مارتينوف (25 يونيو 1976 – 15 نوفمبر 1985) - غوري مارشوك (28 يناير 1980 – 28 أكتوبر 1986) - يوري ماسليوكوف (15 نوفمبر 1985 – 5 فبراير 1985) 1988) - بافيل موستوفوي (17 يوليو 1989 – 14 يناير 1991) - ضياء نورييف (3 أبريل 1973 – 1 نوفمبر 1985) - ليف ريابيف (17 يوليو 1989 – 26 ديسمبر 1990) - ياكوف ريابوف (27 سبتمبر 1984 – 19 يونيو 1986) - إيفان سيلايف (1 نوفمبر 1985 – 2 يوليو 1990) - ستيبان سيتاريان (24 أكتوبر 1989 – 26 ديسمبر 1990) - ليونيد سميرنوف (13 مارس 1963 - نوفمبر 15، 1985) - نيكولاي تاليزين (1 أكتوبر 1988 – 7 يونيو 1989) - بوريس تولستيخ (6 فبراير 1987 – 7 يونيو 1989) - بوريس شربينا (13 يناير 1984 – 7 يونيو 1989) |